# Tezpur
Tezpur è una suddivisione dell'India, classificata come municipal board, di 58.240 abitanti, capoluogo del distretto di Sonitpur, nello stato federato dell'Assam. In base al numero di abitanti la città rientra nella classe II (da 50.000 a 99.999 persone).

## Geografia fisica
La città è situata a 26° 37' 60 N e 92° 47' 60 E e ha un'altitudine di 47 m s.l.m.

## Società

### Evoluzione demografica
Al censimento del 2001 la popolazione di Tezpur assommava a 58.240 persone, delle quali 30.500 maschi e 27.740 femmine. I bambini di età inferiore o uguale ai sei anni assommavano a 5.173, dei quali 2.694 maschi e 2.479 femmine. Infine, coloro che erano in grado di saper almeno leggere e scrivere erano 48.093, dei quali 26.169 maschi e 21.924 femmine.